# Florette Feissel
Pour les articles homonymes, voir Florette.
Florette Feissel, née le 25 janvier 1922 à Mulhouse (Haut-Rhin) et morte le 16 avril 1944 à Auschwitz, est une résistante française, travaillant avec l'Œuvre de secours aux enfants (OSE). Elle trouve des planques en Dordogne. Arrêtée à Périgueux, elle est déportée à Auschwitz et assassinée à son arrivée avec un enfant dont elle ne voulait pas se séparer.

## Biographie
Florette Feissel,est née le 25 janvier 1922 à Mulhouse (Haut-Rhin).

### Seconde Guerre mondiale
En 1940, Florette Feissel se réfugie avec sa famille à Lyon. 
Elle travaille au camp de Chaudanne, près de Castellane (Alpes-de-Haute-Provence). Un camp d’internement (appelé centre d’accueil de Chaudanne) est construit à Chaudanne (communes de Castillon et Villars-Brandis) pendant la Seconde Guerre mondiale. Dix-sept juifs sont arrêtés à Castellane avant d’être déportés. Devant les conditions inacceptables du camp, elle alerte l'OSE (l'Œuvre de secours aux enfants. Avec  l'aide du rabbin René Hirschler, le camp est fermé. 
Florette Feissel va à Périgueux (Dordogne), où elle trouve des planques, pour sauver des juifs. Le 4 avril 1944, elle se trouve au bureau de l'Entraide sociale israélite au 3, rue Thiers à Périgueux, au moment où la Gestapo fait une descente et elle est arrêtée.

#### Déportation
Elle est déportée par le Convoi n°71, en date du 13 avril 1944, de Drancy vers Auschwitz. René Weil, déporté par le même convoi, témoigne que Florette Feissel est sélectionnée à l'arrivée, le 18 avril 1944, pour la chambre à gaz car elle refuse de se séparer d'un enfant dont elle s'est occupée pendant le voyage. Elle a 22 ans,,.